# ミニマムジーク
ミニマムジーク（英語名：minimumusik）は、日本 新潟県上越市出身のスリーピースロックバンドである。2019年に山之内ケリーを中心に結成され、地元ライブハウス「上越EARTH」を拠点に活動を開始した。バンド名は「最低限の音楽（ミニマムなミュージック）」を意味し、音楽を通じて聴き手と理解し合える世界を目指している。

## メンバー
- 山之内ケリー（やまのうち けりー、 2000年11月22日 - ） - ボーカル・ギター。新潟県妙高市出身。本名・健人[3]。バンドの結成者で全楽曲の作詞作曲を手がける[1]。音楽好きな兄の影響を受けて高校で軽音楽部に入り、その頃から地元ライブハウス「上越EARTH」のステージに立つ[3]。
- 鍋島ヤヒロ（なべしま やひろ、1998年4月24日 - ） - ベース・コーラス。石川県金沢市出身。本名・矢宏。スポーツ万能。犬を飼っている。現メンバーでは2020年と最後に加入したが、「人生を賭けられる」と感じてバンドに参加したと語っている[1]。愛称はなべ。
- オオサキケント（おおさき けんと、2002年1月23日 - ） - ドラムス・コーラス。新潟県上越市出身。本名・大崎 賢人。結成時からのドラマーで、山之内の楽曲について『こんな歌詞は聴いたことがない』と評し、その詞世界に共感してバンドを支えている。[1]。

※結成当初は別のベーシストが在籍していたが、脱退に伴い、2020年12月19日に鍋島が加入して以降は上記3名の体制で活動している。

## 来歴
2019年、山之内ケリーが高校時代に地元でバンドを始めたいと考え、新潟県上越市にてミニマムジーク結成 。山之内は当時、勉強や部活動が上手くいかず学校に通わなくなる中で音楽に救いを見出し、高校1年生の頃に新潟県出身のバンド・My Hair is Badがメジャー・デビューしたことも背中を押して「上越でもバンドができるんだ」と確信したという。山之内は地元ライブハウス「上越EARTH」でのアルバイト経験を通じ、他バンドのドラマーだったオオサキケントに才能を感じて勧誘、意気投合してバンドを始動させた。当初ベースを担当していたメンバーの脱退後、急遽ライブ予定が入っていたため同ライブハウスのスタッフだった鍋島ヤヒロに声をかけ、ベース初心者ながら加入が決定。現体制初ライブは急造バンドゆえに「めちゃくちゃ」だったが、3人とも「できたね!今日ヤバかったね!」と大いに盛り上がり、そのときのノリが現在まで続いていると語られている。
2020年-2021年、地元を中心に精力的にライブを重ね、2020年2月に1stデモCD『Pendulum』を自主制作して配布・販売。5月16日に、山之内が書いた楽曲「とは」「ごはんの歌」「妬み」の全3曲を収録した2ndデモCD『Towa』を500枚限定で発売。等身大の感情をむき出しにした歌詞が口コミで注目を集め、徐々に知名度を上げていった。「とは」は、eyedentityの同名コンピレーション・アルバム『eyedentity』、「ごはんの歌」はCoof Records主催オムニバスCD『V.A NOSIDE vol.3』にも収録された。
2022年、3rdデモEP『Fuzzy』を制作し、10月9日よりライブ会場や一部店舗限定で販売開始、EggsChoice週間ランキングで3週連続1位、10月度月間ランキングでも1位を獲得した。同EPには「楽園」「アイマイニーマイン」「ファジー」「kaitei」「弱気賞」の全5曲を収録し、バンド初期の代表作となった。『Fuzzy』のリリースを記念した初ツアー「bB TOUR」を上越EARTHをはじめ関東から関西エリア6箇所で開催。ツアー名のbBは、機材車であるトヨタ・bBから命名した。東大阪のバンドammoのツアーなどの数々の対バンライブ、ロックシーン有数のインディーズレーベルTHE NINTH APOLLOのイベント出演なども果たし、県外へ活動の幅を広げていく。
2023年、My Hair is Badの全国ツアー「ブライトホームランツアー」に新進バンドの1組として抜擢され、オープニングアクトを担当。地元・新潟が生んだ先達バンドとの共演は大きな経験となり、存在感を示した。同年夏には東京・お台場で開催の野外フェス「MURO FESTIVAL 2024」や大阪の「Odd Number Festival 24 summer」など大型イベントにも出演。
2024年、My Hair is Badの元マネージャーであり、THE NINTH APOLLO主宰の渡辺旭が設立した新レーベル「tomorrow off」への所属を発表。7月31日に1stシングル「エンゼル」をタワーレコード限定で発売 。同シングルはライブ会場限定だった既存曲「制汗剤が香るのは」、新曲「SEE THE LIGHT」を含むCDとして発売され、インディーズながらロングセールスを記録した。音源リリースと並行して各地で対バンライブを行う。
2025年、4月2日に初のフルアルバム『標本』を発売。このアルバムには前述の「エンゼル」や「ファジー」など既発曲の再録を含む全12曲が収録されており、バンドの6年間の集大成と位置づけられる作品となった。アルバム発売後の5月から8月にかけて、全国18箇所を巡るリリースツアー「VXツアー」を開催し、ツアーファイナルは8月8日に東京・Spotify O-Crestで行われる。地元・上越EARTHでの初ワンマンライブ開催も目標に掲げている。。

## 山之内ケリーの弾き語り活動
山之内ケリーは、バンド活動と並行してソロでの弾き語りライブも精力的に行っている。
2024年10月26日、新潟県糸魚川市の青海総合文化会館きららホールで開催された「復興の花2024」に出演。このイベントには、My Hair is Badの椎木知仁氏や阿部氏も参加した。
2025年3月3日、東京・高田馬場CLUB PHASEの24周年記念イベント「THE NINTH APOLLO pre PHASEの24周年を弾き語りで祝う」に出演。他の出演者には、村上友哉（the奥歯's）、こまちやあきら（東京、君がいない街）などが参加。

## 音楽的特徴・影響
ミニマムジークの楽曲は、エモーショナルなロックサウンドに乗せたストレートな言葉が特徴である。山之内ケリーの描く歌詞は等身大の心情を飾らない言葉で綴られ、閉塞感への苛立ちや逃避願望といったテーマが一貫して存在している。例えば「楽園」という曲では「善悪のない世界に行きたい」というフレーズで、善悪の価値観に囚われた社会からの解放願望を歌っており、これは山之内自身が常に抱いている感情だと語っている。一方でメロディ自体はポップで耳馴染みの良いものが多く、ライブの観客から好評だった曲「アイマイニーマイン」をきっかけに「羊」や「取り憑かれたい」などよりキャッチーな楽曲にも挑戦し、表現の幅を広げている。
音楽的な影響源として、山之内は地元の先輩バンドであるMy Hair is Badの存在を挙げている 。高校時代に彼らが地元からメジャーで成功した姿を目の当たりにし、地元でも音楽活動は可能だと実感したことがバンド結成の動機となった。また、オオサキは共演したいバンドとしてリーガルリリーの名を挙げるなど 、現行インディーシーンのバンドからの影響・刺激も受けていることが窺える。
山之内の詞作はネガティブな感情も包み隠さず表現するのが特徴で、「妬み」「制汗剤が香るのは」など日常の鬱屈や葛藤を題材にした曲もある。オオサキは山之内の歌詞について「自分には絶対書けない言葉が出ていて面白い」と評価しており 、鍋島も含めメンバーは山之内の人間性や価値観に共感してバンドに人生を賭けていると語っている。3人は音楽的ビジョンを共有しており、山之内は「まとめようとしたことは一度もないのに自然とまとまっている」とバンドの結束力について述べている。聴き手も含めて一対一で理解し合える世界を音楽で作りたいという思いのもと 、ライブの熱量と音源の完成度を両立させながら独創的な表現を追求している。

## ディスコグラフィー

### EP・デモ
- Pendulum – 2022年2月発売、1stデモCD。自主制作し、ライブ会場で販売。
- Towa（とは）– 2022年5月16日発売、2ndデモCD。500枚限定でライブ会場及び店舗限定で販売。
- Fuzzy（ファジー） – 2022年10月15日発売、3rdデモEP 。自主制作盤。収録曲：楽園、アイマイニーマイン、kaitei、ファジー、ほか全5曲。発売当初はライブ会場と一部ショップ限定で頒布され、2025年にタワーレコードオンライン限定で一般流通が開始された 。

### シングル
- エンゼル – 2024年7月31日発売、1stシングル 。品番：TMO-001。レーベル：tomorrow off（タワーレコード限定シングル）。表題曲「エンゼル」のほか「SEE THE LIGHT」「制汗剤が香るのは」を収録したCDシングル[21]。2025年4月現在、主な音楽配信サービスで配信中。

### アルバム
- 標本（ひょうほん）- 2025年4月2日発売、1stフルアルバム[23]。品番：TMO-002。レーベル：tomorrow off （タワーレコード限定流通）。既発曲「エンゼル」「ファジー」やライブ人気曲「銀世界」「羊」など全12曲を収録[20] 。

## 主なライブ出演歴
- 2019年～: 地元ライブハウス上越EARTHを拠点に自主企画ライブや対バンイベントに出演開始。結成当初より地元新潟でのライブ活動を精力的に行う[1]。
- 2022年: 初の自主ツアー「bB TOUR」を上越EARTHをはじめ関東から関西エリア6箇所で開催[27]。
- 2023年: My Hair is Bad presents 「ブライトホームランツアー」 – 新潟を代表するバンドMy Hair is Badの全国ツアーにオープニングアクトとして帯同。ライブハウスで演奏し、バンド初の全国ツアー経験を積む[17]。
- 2024年: MURO FESTIVAL 2024（7月・お台場）、Odd Number Festival 24 summer（8月・大阪） など大型フェスに出演。初めて野外フェスのステージに立ち、観客や音楽メディアから注目を集める。
- 2025年: 初のフルアルバム「標本」リリース記念自主企画「VXツアー」 – 5月3日千葉LOOKを皮切りに全国17都市を巡るリリースツアーを開催[24]。

## メディア露出

### ラジオ
- 2025年4月4日: 地元局FM新潟「SOUND SPLASH」にメンバー3人揃って生出演[28]。
- 2025年4月1日: 楽曲「幸福の標本」はFM徳島および大阪・YES-fmにて2025年4月度のパワープレイ（ヘヴィー・ローテーション）に選出された[29]。

- 2025年4月7日: 『標本』に収録の「幸福の標本」が TBSラジオ「CITY CHILL CLUB」内で放送される深夜の推薦曲に選出[30]。
- 2025年4月9日: FM AICHIの音楽番組「ROCK YOU!」にコメント出演し、「標本」と「VXツアー」について語った[31]。

このほか、新潟県内のラジオ番組を中心にコメント出演やゲスト出演を行っている。

### テレビ
2025年4月より、「アイマイニーマイン」が関西テレビの情報番組「旬感LIVE とれたてっ!」4月度エンディングテーマに、「SEE THE LIGHT」がテレビ朝日のバラエティ番組「テラサってる?」4月度オープニングテーマに、「楽園」が同局の「オーダーメイド・ドキュメントわたし界隈」の4月クールエンディングテーマに、「羊」が同局の「あざとくて何が悪いの？」の4月クールエンディングテーマに使用された。

### 雑誌・Web
音楽ナタリーやReal Soundといった音楽メディアでバンドの紹介記事やインタビューが掲載されている 。特に2025年3月のReal Soundインタビューでは結成経緯やアルバム『標本』についてメンバーの詳細なコメントが語られた。地元紙のイベント紹介やフリーペーパーへの登場もあり、徐々にメディア露出を拡大している。

## 評価と受賞歴
ミニマムジークは、そのライブパフォーマンスと楽曲の質でインディーズシーンから高い評価を得ている。ライブハウス界隈では結成当初から早耳の音楽ファンの間で注目を集め、My Hair is Badの椎木知仁（Vo/Gt）も彼らの楽曲を評価していると噂される。2025年にはタワーレコードのバイヤー陣が選ぶ新人プッシュ企画「タワレコメン」4月度アーティストの1組に選出され、1stアルバム『標本』が全国のタワーレコード各店で大々的に展開された 。
※現時点で音楽賞の受賞歴はない。